# Elina Avanesyan
Elina Araratovna Avanesyan (em russo: Элина Араратовна Аванесян; nascida em 17 de setembro de 2002) é uma tenista profissional armênia nascida na Rússia.
Possui classificações WTA mais altas na carreira de 80 em simples e 306 em duplas. Ganhou cinco títulos de simples e nove de duplas em torneios do Circuito Feminino da ITF.

## Vida pessoal
Avanesyan nasceu em Piatigorsk, na Rússia, em uma família armênia. Seus pais são de Alto Carabaque e se mudaram para a Rússia em 1992, durante a Primeira Guerra de Alto Carabaque. Ela tem um irmão e uma irmã.

## Mudança de nacionalidade
Avanesyan adquiriu cidadania armênia e começou a representar o país em agosto de 2024, pelo WTA de Cincinnati. Até então, era oficialmente russa, mas jogava sob bandeira neutra por causa das sanções ao país no circuito.

## Carreira

### 2021
Avanesyan ganhou seu primeiro título maior da ITF no Reinert Open [en] no qual entrou na chave principal como uma "lucky loser".

### 2022: Estreias em torneios WTA e WTA 1000
Ela fez sua estreia no WTA Tour na Copa Colsanitas, onde chegou às quartas de final, e sua estreia na chave principal de um Grand Slam vinda da qualificatória no US Open.
Ela também fez sua estreia no nível WTA 1000 no Internazionali d'Italia passando na qualificatória por Catherine Harrison [en] em sets diretos e por Madison Brengle em três sets. E também entrou na chave principal de um novo WTA 1000, o Guadalajara Open como uma "lucky loser", onde perdeu na primeira rodada para Victoria Azarenka.

### 2023: Quarta rodada do Aberto da França e estreia no top 100
Ranqueada como nº 134, Avanesyan fez sua estreia na chave principal do Aberto da França como uma "lucky loser". Na primeira rodada, ela derrotou Belinda Bencic, 12ª cabeça-de-chave, em sua primeira participação em um Grand Slam e primeira vitória entre as 20 primeiras, derrotou a "wild card" Léolia Jeanjean [en] na segunda rodada e a vinda da qualificatória Clara Tauson na terceira, tornando-se a primeira "lucky loser" em Roland Garros nos últimos 16 em 35 anos e apenas a quinta no geral neste major. Como resultado, ela alcançou o top 80 subindo 54 posições no ranking em 12 de junho de 2023.
Avanesyan fez sua estreia em um torneio WTA 500 no German Open também como uma "lucky loser" e derrotou a oitava cabeça de chave, Daria Kasatkina na primeira rodada, Anna Blinkova na segunda, chegando às quartas de final onde perdeu para Donna Vekić.

### 2024
Avanesyan não teve um bom início de temporada. Participou do ASB Classic onde venceu Monique Barry [en] na primeira rodada e perdeu para Emma Navarro na segunda, ambos jogos de sets diretos. Em seguida, participou do Adelaide International, onde perdeu na primeira rodada da qualificatória para Aliaksandra Sasnovich em jogo de três sets. Em sua estreia no Australian Open, ela registrou duas vitórias, sobre Bai Zhuoxuan [en] e a oitava cabeça de chave Maria Sakkari, sua primeira vitória entre as 10 primeiras. Em sua estreia em Indian Wells, ela perdeu para Océane Dodin. Também em sua estreia no Miami Open, ela registrou sua primeira vitória no nível WTA 1000 (sobre a "wild card" e compatriota Erika Andreeva), e sua segunda vitória no top 10 e maior de sua carreira sobre a sexta cabeça de chave Ons Jabeur, para chegar à sua primeira terceira rodada. neste nível.
Avanesyan deu início à temporada em quadras de saibro no Open de Rouen, no qual chegou à segunda rodada perdendo para Mirra Andreeva em sets diretos. No Aberto de Madri o fato se repetiu, perdeu na primeira rodada para Robin Montgomery [en] em sets diretos. No subsequente Aberto de Roma, ela venceu Cristina Bucșa na primeira rodada, mas perdeu para Jaqueline Cristian na segunda, ambos os jogos em três sets. Seu próximo compromisso foi no Grand Prix SAR Lalla Meryem, no qual foi obrigada a desistir do jogo da primeira rodada no terceiro set devido a uma contusão. Já no Aberto da França, venceu Zhu Lin, na primeira rodada em sets diretos, venceu Anna Blinkova, na segunda, em mais um jogo de sets diretos, venceu a cabeça de chave N° 7, Zheng Qinwen, na terceira, mais uma vez em sets diretos, chegando às oitavas de final, onde perdeu para a cabeça de chave N° 12 e eventual vice-campeã, Jasmine Paolini, novamente em sets diretos.
Avanesyan começou a temporada em quadras de grama tentando o Birmingham Classic, no qual passou pela qualificatória mas perdeu na primeira rodada da chave principal para a cabeça de chave N° 7, Anastasia Potapova, em sets diretos. Em seguida tentou o International Eastbourne, no qual também passou pela qualificatória, mas foi obrigada a se retirar da sua partida de estreia na chave principal contra Karolina Muchova por contusão. No mês seguinte em Wimbledon, ela venceu Anhelina Kalinina na primeira rodada em sets diretos mas perdeu na segunda para Liudmila Samsonova, também em sets diretos.
De volta às quadras de saibro, Avanesyan participou do Hungarian Grand Prix, no qual chegou às quartas de final onde perdeu para Anna Karolina Schmiedlova em jogo de três sets. Em seguida, participou do Iași Open na Romênia, no qual, depois de passar por Leyre Romero Gormaz [en], por Petra Martić, por Jaqueline Cristian nas quartas de final e por Chloé Paquet na sua semifinal, enfrentou a compatriota Mirra Andreeva na final em um jogo muito equilibrado, e quando perdia o "tiebreak" por 0-4, se retirou por exaustão, ficando com o vice-campeonato.